# 放送局に係る表現の自由享有基準
放送局に係る表現の自由享有基準
（ほうそうきょくにかかるひょうげんのじゆうきょうゆうきじゅん）は、いわゆるマスメディア集中排除原則を規定していた総務省令である。

## 構成
第1条 目的
第2条 原則
第3条 中波放送等とテレビジョン放送に係る特例
第5条 連続放送対象地域に係る特例
第6条 自己に属する他の放送局の放送番組を中継する方法のみにより放送を行う場合に係る特例
第7条 同一市町村の区域におけるコミュニティ放送局に係る特例
第8条 放送の普及等に係る特例
第10条 支配
第11条 中波放送及び超短波放送に係る準用
第12条 審議機関の委員
附則

## 概要

### 沿革
2007年（平成19年）　電波法改正により、第7条第2項第4号が「総務省令で定める放送による表現の自由享有基準（放送をすることができる機会をできるだけ多くの者に対し確保することにより、放送による表現の自由ができるだけ多くの者によつて享有されるようにするため、申請者に関し必要な事項を定める基準をいう。）に合致すること。」と改正された。
同時に放送法も改正され、認定放送持株会社が認められた。
翌2008年（平成20年）に、これを受けマスメディア集中排除原則を規定していた総務省令放送局の開設の根本的基準（現基幹放送局の開設の根本的基準）第9条「放送の普及」は削除され、本省令が制定された。
マスメディア集中排除原則が単独の総務省令となったこととなる。
あわせて放送局に係る表現の自由享有基準の認定放送持株会社の子会社に関する特例を定める省令も制定された。
本省令を含むこれら改正電波法令・放送法令は4月1日に施行された。
2010年（平成22年）　電波法改正によりマスメディア集中排除原則を規定していた第7条第2項第4号が削除された。
同時に放送法改正により、第93条が追加され、第1項が「基幹放送の業務を行おうとする者（電波法の規定により当該基幹放送の業務に用いられる特定地上基幹放送局の免許を受けようとする者又は受けた者を除く。）は、次に掲げる要件のいずれにも該当することについて、総務大臣の認定を受けなければならない。」と、
同項第4号に「当該業務を行おうとする者が次のいずれにも該当しないこと。ただし、当該業務に係る放送の種類、放送対象地域その他の事項に照らして基幹放送による表現の自由ができるだけ多くの者によつて享有されることが妨げられないと認められる場合として総務省令で定める場合は、この限りでない。」と規定された。
マスメディア集中排除原則の根拠法が電波法から放送法に移行することになる。
翌2011年（平成23年）に、これを受け基幹放送の業務に係る表現の自由享有基準に関する省令と基幹放送の業務に係る表現の自由享有基準に関する省令の認定放送持株会社の子会社に関する特例を定める省令が制定され、6月30日に改正電波法・放送法とともに施行された。
同時に本省令と放送局に係る表現の自由享有基準の認定放送持株会社の子会社に関する特例を定める省令は廃止された。
引用の促音の表記は原文ママ